# Kristendemokratiske Parti (Paraguay)
Kristendemokratiske Parti i Paraguay er et kristendemokratisk og midterparti i Paraguay. Det er også medlem af Patriotisk Alliance For Forandring.
| Politisk parti | Spire Denne artikel om et politisk parti eller gruppe er en spire som bør udbygges. Du er velkommen til at hjælpe Wikipedia ved at udvide den. |